# Campeonato Brasileiro Feminino de Xadrez de 1958
O Campeonato Brasileiro Feminino de Xadrez de 1958 foi a 2ª edição da principal competição nacional feminina do esporte. A disputa foi realizada na cidade de São Paulo, nas dependências do Clube de Xadrez Cruzeiro, entre 10 a 17 de maio de 1958. Taya Efremoff foi a campeã.

## Tabela de Resultados
A competição foi jogada no sistema de todas contra todas em dois turnos.
| N° | Jogadora                  | Estado | 1   | 2   | 3   | 4   | Total |
| -- | ------------------------- | ------ | --- | --- | --- | --- | ----- |
| 1  | Taya Efremoff             | SP     | --  | ½ ½ | 1 ½ | 1 1 | 4½    |
| 2  | Dora Rúbio                | SP     | ½ ½ | --  | ½ ½ | 1 1 | 3½    |
| 3  | Noemi de Oliveira         | DF     | 0 ½ | ½ ½ | --  | ½ ½ | 2½    |
| 4  | Maria Conceição Guilherme | SP     | 0 0 | 0 0 | ½ ½ | --  | ½     |